# Bertenons
Bertenons (en francès Bretenoux) és un municipi francès situat al departament de l'Òlt i a la regió d'Occitània.

## Demografia
| 1866                                       | 1962 | 1968  | 1975  | 1982  | 1990  | 1999  | 2006  | 2017  |
| ------------------------------------------ | ---- | ----- | ----- | ----- | ----- | ----- | ----- | ----- |
| 1011                                       | 931  | 1.071 | 1.115 | 1.213 | 1.211 | 1.231 | 1.311 | 1.356 |
| Des de 1962: població sense dobles comptes |      |       |       |       |       |       |       |       |

## Administració
| Període   | Identitat    | Partit |
| --------- | ------------ | ------ |
| 1989-2014 | Jean Launay  | PS     |
| 2014-     | Pierre Moles |        |